# Antón Fivébr
Antón Fivébr (22 de noviembre de 1888 - 26 de febrero de 1973 en Praga, República Checa) fue un futbolista y entrenador checoslovaco que jugaba de centrocampista.

## Trayectoria
Comenzó su carrera futbolística en el AC Sparta Praga en 1908, donde estuvo 12 años. En 1919 participó, como mediocentro titular de la nueva selección de Checoslovaquia, en los Juegos Inter-Aliados de París, alcanzando el título. En 1920 se fue a Italia para competir con el Brescia Calcio, equipo en el que se convirtió en entrenador. En julio de 1923 llegó a España contratado por el Valencia Club de Fútbol para después pasar media temporada al Elche Club de Fútbol. Durante su época en el club valenciano le ofrecieron una oferta para entrenar a la selección de fútbol de Rusia que aceptó. Volvió a España en 1928 para incorporarse al Real Oviedo, con el que debutó el 7 de octubre en el clásico derbi asturiano que terminó con empate a dos goles. Permaneció un año en la capital asturiana, estancia durante la cual creó varios equipos infantiles, publicó anuncios en la prensa local animando a los niños a iniciarse en el fútbol y creó el Club Zabala que después aportaría varios jugadores al Real Oviedo, entre otras aportaciones a la cantera. Otros equipos españoles que entrenó fueron el Levante UD y el Real Murcia.
En 1935 se instaló en la Unión Soviética y al año siguiente comenzó a entrenar el recién fundado Spartak de Moscú, aunque solo estuvo dos meses en el equipo moscovita. Posteriormente entrenó al Dinamo de San Petersburgo, al Stalinets de Moscú y otros equipos en Dnipropetrovsk y Zaporizhia.
En 1938 volvió a su Checoslovaquia natal, donde entrenó a varios equipos locales como FK Viktoria Žižkov, Jednota Košice y FC Spartak Trnava.